# Jim Beglin
James Martin „Jim“ Beglin (* 22. Juli 1963 in Waterford, Irland) ist ein ehemaliger irischer Fußballspieler. Auf der Position des linken Außenverteidigers gewann er mit dem FC Liverpool im Jahre 1986 das Double aus englischer Meisterschaft und FA Cup, bevor eine schwere Verletzung dafür sorgte, dass er bereits im Alter von nur 27 Jahren seine Spielerlaufbahn beenden musste.

## Sportlicher Werdegang
Als letzte Verpflichtung in der Ära des legendären Trainers Bob Paisley wechselte Jim Beglin für 20.000 britische Pfund im Mai 1983 von den Shamrock Rovers zum FC Liverpool. Mit den Rovers hatte Beglin bereits im UEFA-Pokal europäische Erfahrungen gesammelt und dort sogar einen Treffer erzielt. Innerhalb der ersten 18 Monaten wurde er von dem neuen Trainer Joe Fagan stufenweise an die erste Mannschaft herangeführt, bevor ihm dann dessen Nachfolger Kenny Dalglish das dauerhafte Vertrauen auf der linken Verteidigerposition aussprach und er damit den altgedienten Alan Kennedy aus der Stammformation verdrängte. Sein erstes Spiel hatte er am 10. November 1984 beim 1:1 daheim gegen den FC Southampton im linken Mittelfeld absolviert und genau fünf Monate später beim 4:0-Halbfinalhinspielsieg im europäischen Landesmeisterwettbewerb gegen Panathinaikos Athen sein erstes Tor in der 85. Minute geschossen. Nach dem 1:0-Rückspielerfolg in Griechenland stand Beglin dann im Endspiel gegen Juventus Turin, das schließlich als Katastrophe von Heysel bekannt wurde und den sportlichen Wert in den Hintergrund rücken ließ.
Während seiner ersten Saison als Stammspieler etablierte sich Beglin durch seine selbstbewusste, taktisch ausgereifte und offensiv ausrichtete Spielweise und war maßgeblich an dem Gewinn der englischen Meisterschaft und des FA Cups – jeweils zu Lasten des Lokalrivalen FC Everton – beteiligt. Daneben wurde er zu diesem Zeitpunkt irischer Nationalspieler und kam 1984 zum ersten von insgesamt 15 Einsätzen für sein Heimatland. 
Die vielversprechende Karriere erhielt dann im Jahre 1987 während eines Ligapokalspiels gegen Everton einen entscheidenden Rückschlag. Bei einem Zweikampf mit Gary Stevens – rechter Außenverteidiger von Everton – zog sich Beglin einen derart komplizierten Beinbruch zu, dass sich dieser nie mehr vollständig davon erholen konnte. Beglin selbst sprach Stevens von jeder Schuld frei, unterstellte diesem keine Absicht und bezeichnete die Aktion als „extrem unglücklich“ – nur Liverpools Alan Hansen sollte öffentlich Vorwürfe erheben und das Zweikampfverhalten von Stevens als „einen Fuß zu hoch und eine Stunde zu spät“ bezeichnen.
Als der FC Liverpool schließlich im Ligapokal das Endspiel erreichte und dort mit 1:2 dem FC Arsenal unterlag, konnte Beglin nur verletzt zuschauen. Dalglish hatte zwischenzeitlich reagiert und seine Abwehrformation umgestellt, indem er Steve Nicol auf die linke Außenverteidigerposition beorderte und mit Barry Venison eine potentielle neue Dauerlösung verpflichtete. Als sich Beglin noch Hoffnungen auf eine baldige Rückkehr machte, war er schließlich der junge Lokalmatador Gary Ablett, der sich immer mehr als Beglins dauerhafter Ersatz etablierte. Beglin versuchte eine Rückkehr über die Reservemannschaft des FC Liverpool, aber ein Knorpelschaden im Knie bedeuteten schließlich sein endgültiges Ende in Anfield.
Im Juni 1989 verließ er die „Reds“ nach insgesamt 98 Spielen und schloss sich Leeds United an. Dort konnte er jedoch nie an die frühere Leistungsstärke anknüpfen und blieb weiterhin körperlich angeschlagen. Er wurde kurzzeitig an Plymouth Argyle und die Blackburn Rovers ausgeliehen, bevor er schließlich im Alter von nur 27 Jahren seine sportliche Laufbahn beendete.
Beglin arbeitet heute als Fußballexperte für den irischen Rundfunksender RTÉ und kommentiert dort Spiele der Premier League, der Champions League und Begegnungen der irischen Nationalmannschaft. Daneben ist er für den britischen Sender ITV aktiv und zudem noch bei seinem alten Verein aus Liverpool beschäftigt, wo er vor allem offiziellen Video- und DVD-Veröffentlichungen des Klubs seine Stimme verleiht.

## Erfolge
- Englischer Meister: 1986
- FA-Cup-Sieger: 1986
- Charity-Shield-Sieger: 1986 (geteilt)